# Kud
Kūd är en ort i Indien.   Den ligger i distriktet Udhampur och unionsterritoriet Jammu och Kashmir, i den norra delen av landet, 500 km norr om huvudstaden New Delhi. Kūd ligger 1 792 meter över havet och antalet invånare är 1 242.
Terrängen runt Kūd är bergig. Runt Kūd är det ganska tätbefolkat, med 104 invånare per kvadratkilometer. Närmaste större samhälle är Batoti, 5,5 km norr om Kūd. Trakten runt Kūd består till största delen av jordbruksmark.